# Černá řeka (přítok řeky Duwamish)
Černá řeka byla řeka v okrese King v americkém státě Washington. Do roku 1916 odváděla vodu z Washingtonova jezera, ale otevření Washingtonova kanálu snížilo hladinu jezera a způsobilo vysušení řeky. Dnes existuje pouze jako 1 200 metrů dlouhý přehrazený vodní tok, který odvádí vodu z mokřin mezi městy Tukwila a Renton do řeky Duwamish. Soutok se nachází jen kousek severovýchodně od křižovatky mezistátních dálnic Interstate 5 a Interstate 405.
Ještě na začátku dvacátého století byla voda z Washingtonova jezera odváděna z jeho jižního konce Černou řekou, která se poté spojila s řekou Cedar než dospěla k soutoku s Bílou řekou (nyní se Zelenou řekou, jelikož Bílá řeka byla odkloněna k jihu). Soutok Černé a Bílé řeky vytvořil řeku Duwamish, která proudila do Elliottova zálivu, který je částí Pugetova zálivu. Tehdy tedy vody řek, které proudily do jezera, např. řeky Sammamish, byly odváděny do oceánu korytem Černé řeky. Nyní vodu z jezera do Pugetova zálivu odvádí uměle vytvořený Washingtonův kanál.
V listopadu 1911 řeka Cedar zaplavila město Renton, a tak byla o rok později odkloněna od Černé řeky přímo do Washingtonova jezera, čímž se zabránilo budoucím záplavám, to ale nezabránilo jejím vodám, aby byly do oceánu odváděny Černou řekou. V roce 1916 byl severně od Seattlu postaven Washingtonův kanál, který snížil hladinu jezera o dva a půl metru, čímž vysušil koryto Černé řeky, v jehož části se dnes nachází lužní les a mokřad.
Duwamišové žili na břehu Černé řeky po dobu mnoha století a jejich osady zde zůstaly do vysušení v roce 1916. Několik Indiánských vesnic se ''nacházelo při vzniku'' řeky Duwamish, která nese jméno právě po kmenu Duwamišů a zdejší oblast se stala domovem mnoha příslušníků původního obyvatelstva, kteří se museli přesunout kvůli růstu města Seattle.